# Lev Rokhline
Pour les articles homonymes, voir Rokhline.
Lev Yakovlevitch Rokhline (russe : Лев Яковлевич Рохлин) né le 6 juin 1947 et décédé le 3 juillet 1998, est un officier de carrière dans les armées soviétique et russe.

## Biographie
Rokhline monte en grade au sein de l'armée de terre soviétique, gravissant rapidement les échelons pendant et après la guerre soviéto-afghane. Il devient le premier lieutenant-général juif soviétique depuis la Seconde Guerre mondiale . Après la chute de l'Union soviétique, il commence une carrière politique et devient membre de la Douma d'État russe et président du comité de défense de la Douma d'État,. Il est abattu en 1998 dans des circonstances mystérieuses.